# Alphabet méroïtique
L’alphabet méroïtique est un alphabet utilisé pour écrire le méroïtique, langue parlée dans le royaume de Koush — dans le nord de l’actuel Soudan — depuis la fin du IIIe siècle av. J.-C. jusqu’au IVe siècle. Il a été développé pendant la période de Napata (de 700 à 300 av. J.-C. environ) et apparait pour la première fois au IIe siècle av. J.-C. Pendant un moment, il a également été possible que cet alphabet ait été utilisé pour écrire l’ancien nubien.
Environ 2 000 textes antiques utilisant cette écriture sont connus.

## Variantes et représentation informatique
Cet alphabet dispose également d’une variante cursive (codée Merc dans la norme ISO 15924), comme il existait avant une variante cursive (hiératique) des anciens hiéroglyphes égyptiens, mais dont la composition était très complexe.
Cette variante cursive était utilisée par les scribes et plus commode et plus rapide à exécuter, que les inscriptions monumentales à la composition plus régulière (mais plus finement calligraphiée et proportionnée).
Bien que cette écriture soit déjà codée en Unicode, il n'existe pas encore (en juillet 2019) de polices de caractères librement disponibles pour ces écritures méroïtiques. Une implémentation de l'alphabet méroïtique cursif existe dans la police de caractère Segoe UI Historic pour Windows, mais elle est partielle et ne contient que les lettres de base.

## Caractères

### Caractères hiéroglyphiques
| en fr   | 0 | 1 | 2 | 3 | 4 | 5 | 6 | 7 | 8 | 9 | A | B | C | D | E | F |
| ------- | - | - | - | - | - | - | - | - | - | - | - | - | - | - | - | - |
| U+10980 | 𐦀 | 𐦁 | 𐦂 | 𐦃 | 𐦄 | 𐦅 | 𐦆 | 𐦇 | 𐦈 | 𐦉 | 𐦊 | 𐦋 | 𐦌 | 𐦍 | 𐦎 | 𐦏 |
| U+10990 | 𐦐 | 𐦑 | 𐦒 | 𐦓 | 𐦔 | 𐦕 | 𐦖 | 𐦗 | 𐦘 | 𐦙 | 𐦚 | 𐦛 | 𐦜 | 𐦝 | 𐦞 | 𐦟 |

### Caractères cursifs
| en fr   | 0 | 1 | 2 | 3 | 4 | 5 | 6 | 7 | 8 | 9 | A | B | C | D | E | F |
| ------- | - | - | - | - | - | - | - | - | - | - | - | - | - | - | - | - |
| U+109A0 | 𐦠 | 𐦡 | 𐦢 | 𐦣 | 𐦤 | 𐦥 | 𐦦 | 𐦧 | 𐦨 | 𐦩 | 𐦪 | 𐦫 | 𐦬 | 𐦭 | 𐦮 | 𐦯 |
| U+109B0 | 𐦰 | 𐦱 | 𐦲 | 𐦳 | 𐦴 | 𐦵 | 𐦶 | 𐦷 |   |   |   |   | 𐦼 | 𐦽 | 𐦾 | 𐦿 |
| U+109C0 | 𐧀 | 𐧁 | 𐧂 | 𐧃 | 𐧄 | 𐧅 | 𐧆 | 𐧇 | 𐧈 | 𐧉 | 𐧊 | 𐧋 | 𐧌 | 𐧍 | 𐧎 | 𐧏 |
| U+109D0 |   |   | 𐧒 | 𐧓 | 𐧔 | 𐧕 | 𐧖 | 𐧗 | 𐧘 | 𐧙 | 𐧚 | 𐧛 | 𐧜 | 𐧝 | 𐧞 | 𐧟 |
| U+109E0 | 𐧠 | 𐧡 | 𐧢 | 𐧣 | 𐧤 | 𐧥 | 𐧦 | 𐧧 | 𐧨 | 𐧩 | 𐧪 | 𐧫 | 𐧬 | 𐧭 | 𐧮 | 𐧯 |
| U+109F0 | 𐧰 | 𐧱 | 𐧲 | 𐧳 | 𐧴 | 𐧵 | 𐧶 | 𐧷 | 𐧸 | 𐧹 | 𐧺 | 𐧻 | 𐧼 | 𐧽 | 𐧾 | 𐧿 |